# بريان كولمان
بريان كولمان (بالإنجليزية: Bryan Coleman)‏ هو ممثل بريطاني (وحمل سابقاً جنسية المملكة المتحدة لبريطانيا العظمى وأيرلندا)، ولد في 29 يناير 1911 بلندن في المملكة المتحدة، وتوفي في 4 يوليو 2005 في المملكة المتحدة.

## وصلات خارجية
- بريان كولمان على موقع IMDb (الإنجليزية)
- بريان كولمان على موقع قاعدة بيانات الفيلم (الإنجليزية)